# Santuzza Calì
Santuzza Calì (Pulfero, 28 marzo 1934) è una costumista e scenografa italiana.

## Biografia
Nipote della pittrice Pina Calì, frequenta l'Accademia di Belle Arti di Salisburgo, dove è assistente di Oskar Kokoschka.
Ritorna poi in Italia per dedicarsi alla grafica, alla creazione di marionette in cartapesta e alla realizzazione di costumi e scenografie teatrali in collaborazione con Gabriella Saladino ed Emanuele Luzzati. Collabora a spettacoli di prosa, opera e teatro per bambini.
Dagli anni '70 realizza i costumi per spettacoli di Ruggero Rimini, Vittorio Gassman, Gianfranco De Bosio, Paolo Poli, Maurizio Scaparro, Massimo Venturiello Andrea Calabretta, Veronica Olmi.
Come illustratrice, collabora con Emme Edizioni (Gianni Rodari, Le filastrocche del cavallo parlante, 1970; Tonino Conte, L'amore delle tre melarance, 1982) e Rai Eri (Alberto Manzi, Storie senza tempo, 1971; Donatella Ziliotto, Il mondo alla rovescia, 1971; Antonella Tarquini, L'albergo della fantasia, 1971).

## Filmografia
- Il mercante di Venezia, regia di Gianfranco De Bosio - teleteatro (1978)
- La parola segreta, regia di Stelio Fiorenza (1988)
- La scala di seta, regia di Luciana Mascolo Ceci - film TV (1988)

## Onorificenze e premi
- Premio Gassman - I Teatranti dell'anno, 2004 - Città di Lanciano[10]
- Premio Le Maschere del Teatro Italiano, 2011, per Il mare[11]
- Premio Ubu stagione 1979/1980, migliori costumi
- Cittadinanza onoraria del comune di Casteldaccia, 2014[12]